# Gare de Trith-Saint-Léger
La gare de Trith-Saint-Léger est une gare ferroviaire française de la ligne de Lourches à Valenciennes, située sur le territoire de la commune de Trith-Saint-Léger, dans le département du Nord, en région Hauts-de-France.
Une halte est mise en service en 1885 par la Compagnie des chemins de fer du Nord. C'est une halte de la Société nationale des chemins de fer français (SNCF), desservie par des trains TER Hauts-de-France.

## Situation ferroviaire
Établie à 26 mètres d'altitude, la gare de Trith-Saint-Léger est située au point kilométrique (PK) 238,087 de la ligne de Lourches à Valenciennes, entre les gares ouvertes de Prouvy - Thiant et de Valenciennes, s'intercalait la gare de fermée de Valenciennes-Faubourg-de-Paris.

## Histoire
La « halte de Trith-Saint-Léger » est mise en service le 10 janvier 1885 par la Compagnie des chemins de fer du Nord.

## Service des voyageurs

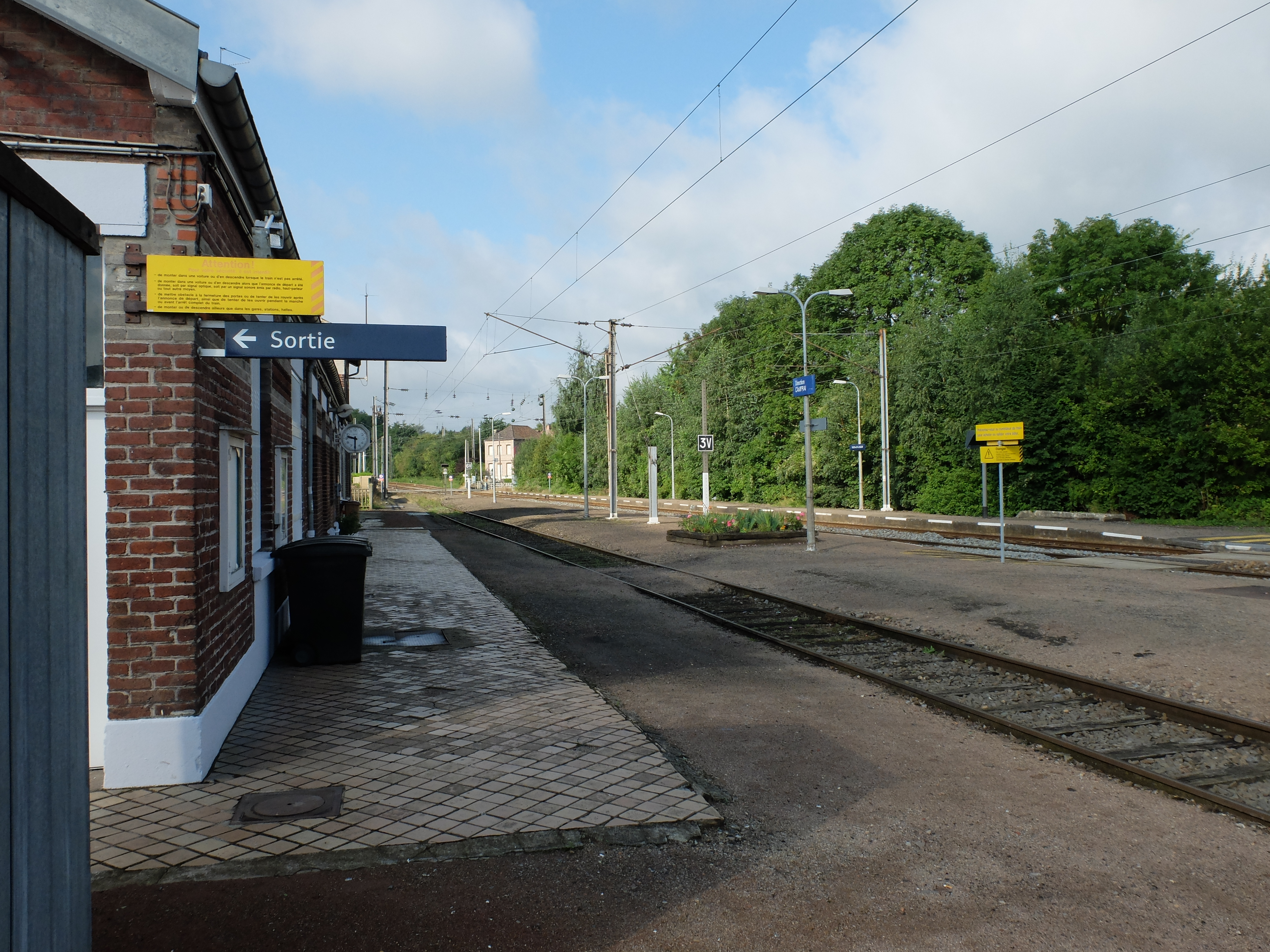
Les quais et les voies.

### Accueil
Halte SNCF, c'est un point d'arrêt non géré (PANG) à entrée libre.

### Desserte
Trith-Saint-Léger est desservie par des trains TER Hauts-de-France qui effectuent des missions entre les gares de Cambrai et de Valenciennes.

### Intermodalité
La gare est en correspondance avec la ligne de bus S1 du réseau Transvilles.
Par ailleurs, Un parking pour les véhicules y est aménagé.

## Service des marchandises
La gare de Trith-Saint-Léger est ouverte au service du fret.